# Cerkiew Włodzimierskiej Ikony Matki Bożej w Jarosławiu
Cerkiew Włodzimierskiej Ikony Matki Bożej – XVII-wieczna cerkiew w Jarosławiu, w dzielnicy Korowniki, wzniesiona dla Rosyjskiego Kościoła Prawosławnego, zamknięta po rewolucji październikowej, zaś po 1991 przekazana wspólnocie staroobrzędowej. Stanowi jeden kompleks sakralny z cerkwią św. Jana Chryzostoma i wspólną dla obu świątyń dzwonnicą. Cerkiew Włodzimierskiej Ikony Matki Bożej była użytkowana liturgicznie jesienią i zimą, podczas gdy świątynia św. Jana Chryzostoma służyła tej samej parafii w miesiącach letnich i wiosennych.

## Historia
Cerkiew została zbudowana w 1669. Należała do tej samej parafii co zbudowana kilkanaście lat wcześniej cerkiew św. Jana Chryzostoma i była użytkowana tylko w miesiącach jesiennych i zimowych. W latach 80. XVII w. wzniesiono wspólną dla obu świątyń 37-metrową dzwonnicę ustawioną w równej odległości od obydwu obiektów.
Obie cerkwie zostały zamknięte po rewolucji październikowej i zamienione na magazyny. Po upadku ZSRR budynek został przekazany Cerkwi staroobrzędowej, która zajmuje się remontem obiektu; jest on w dalszym ciągu w złym stanie.

## Architektura
Cerkiew zbudowano w stylu jarosławskim, bez podkletu. Świątynia miała być użytkowana w chłodniejszych miesiącach roku, toteż, aby łatwiej było ją ogrzewać, powinna być niższa od „letniej” cerkwi św. Jana Chryzostoma. Budowniczowie zdecydowali jednak, że ważniejsze były względy artystyczne – zachowanie zasady symetrii zarówno w architekturze poszczególnych budynków cerkiewnych, jak i w całym kompleksie. Dlatego cerkiew Włodzimierskiej Ikony Matki Bożej jest tak samo wysoka, jak cerkiew św. Jana Chryzostoma, natomiast jej wnętrze zostało podzielone na dwa poziomy. Nabożeństwa odbywały się tylko na niższej kondygnacji. Dla górnej nie przewidziano żadnego szczególnego zastosowania, toteż cała górna partia cerkwi, zwieńczona pięcioma kopułami na wysokich bębnach, pełni wyłącznie funkcje dekoracyjne.
Architektura cerkwi Włodzimierskiej Ikony Matki Bożej jest zbliżona do cerkwi św. Jana Chryzostoma. Jej elewacja zachodnia dokładnie powtarza układ i zdobienia tej samej ściany w drugiej świątyni zespołu cerkiewnego w Korownikach. Cerkiew zimowa jest jednak wyraźnie skromniejsza – nie posiada ganków ani otaczających budynek galerii. Różnice w architekturze obu budynków zwiększały się, gdy w XVII i XVIII w. dokonywano przebudów i upiększeń w cerkwi św. Jana Chryzostoma, nie wprowadzając równocześnie analogicznych zmian w drugiej budowli sakralnej.